# Долгих, Елена Владимировна
Еле́на Влади́мировна Долги́х (род. 1 февраля 1947, Иркутск) — советский и российский искусствовед. Кандидат искусствоведения. Старшая дочь В. И. Долгих.

## Биография
Елена Владимировна Долгих родилась 1 февраля 1947 года в Иркутске. 
Заместитель директора Всероссийского музея декоративно-прикладного и народного искусства.
Кандидат искусствоведения, доцент, историк искусства, специалист по декоративно-прикладному искусству, занимается изучением истории русского и зарубежного художественного стекла. Преподаёт на факультете истории искусства РГГУ. Читает курс лекций по истории русского и западноевропейского декоративно-прикладного искусства. Автор более 38 научных публикаций.

## Труды
- Долгих Е. Русское стекло XVIII века. Собрание Государственного музея керамики и «Усадьба Кусково XVIII века». — М.: Искусство, 1985. — 247 с.
- Долгих Е. Бидермайер и мальцовское стекло // Антиквариат, предметы искусства и коллекционирования. — 2004. — № 5. — С. 32—37.
- Долгих Е. Бидермайер как стиль жизни (к вопросу взаимоотношения русской и западноевропейской художественной культуры) // Научные чтения памяти В. М. Василенко : сб. ст. : вып. II / Всерос. музей декор.-прикл. и нар. искусства. — М., 1998. — С. 11—18.
- Долгих Е. Богемское стекло в стиле бидермайер // Антиквариат, предметы искусства и коллекционирования. — 2006. — № 4. — С. 4—17.
- Долгих Е. Западно-европейский бидермайер и Бахметевское стекло // Кучумовские чтения : сб. материалов науч. конф. / Гос. музей-заповедник «Павловск». — СПб.; Павловск: [б. и.], 1996. — С. 153—168.
- Долгих Е. Камея работы великой княгини Марии Федоровны // Русское искусство. — 2006. — № 3. — С. 76—83.
- Долгих Е. Мифы и реалии советского хрусталя // XX век. Эпоха. Человек. Вещь : сб. ст./ Всерос. музей декор.-прикл. и нар. искусства. — М., 2001. — С. 212—218.
- Долгих Е. Репрезентативный кубок XVIII в. (к проблеме стиля) // Сборник научных трудов сотрудников Всероссийского музея декоративно-прикладного и народного искусства. — М., 2003. — С. 52—58.
- Долгих Е. Русское стекло конца XVIII — начала XIX века // Русский классицизм второй половины XVIII — начала XIX века : [сб. ст.]. — М., 1994. — С. 127—137.
- Долгих Е. Русское цветное и бесцветное стекло с росписью (конец XVIII — начала XIX века) // International Congress of Glass (Leningrad, July 1989). — М., 1989. — С. 91—94.
- Долгих Е. Стекло Фомы Мальцова // Антиквариат, предметы искусства и коллекционирования. — 2002. — № 8—9. — С. 72—79.